# Gare de Sains-du-Nord
Gare de Sains-du-Nord vasútállomás Franciaországban, Sains-du-Nord településen.

## Vasútvonalak
Az állomást az alábbi vasútvonalak érintik:
- Fives-Hirson-vasútvonal

## Kapcsolódó állomások
A vasútállomáshoz az alábbi állomások vannak a legközelebb:
- Gare d’Avesnelles
- Gare de Fourmies
- Gare d’Avesnes